# 寿松院 (台東区)
寿松院（じゅしょういん）は、東京都台東区にある浄土宗の寺院。

## 歴史
1594年（文禄3年）、吉蓮社善誉上人林貞によって開山された。林貞は元々小田原の寿松院（無量寺）の3世住職であったが、後北条氏に代わって関東地方の新領主となった徳川家康の命により、居城の江戸に同名の寺を創建することになった。
創建当初は鍛冶橋御門内（現・東京都千代田区丸の内）に位置していたが、1603年（慶長8年）に柳原雁淵（現・東京都千代田区岩本町）に移転、1645年（正保元年）に現在地に移転した。
かつては、長寿院・信入院・良称院・峯体院・隆崇院・空巌院・玉泉院・紹隆院・清閑院などの塔頭を擁していたが、現在は長寿院と信入院しか残っていない。

## 交通アクセス
- 蔵前駅A3出口より徒歩約5分（経路案内）。